# Quy định về xương bò năm 1997

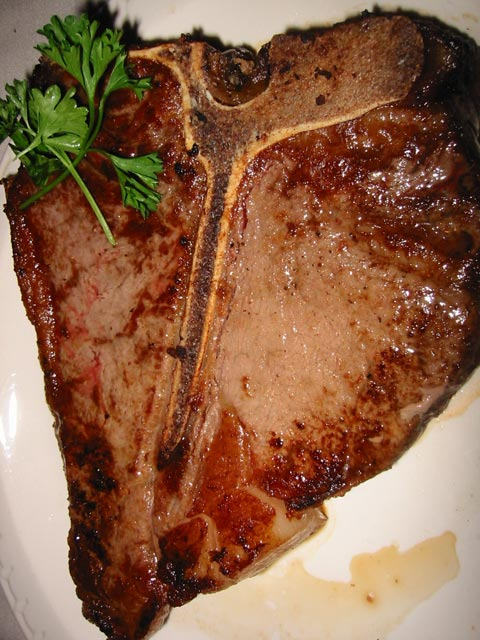
Bít tết sườn chữ T nấu chín, bán bất hợp pháp trong khi quy định được áp dụng cho đến năm 1999

Quy định về xương bò năm 1997 là một văn kiện pháp định của chính phủ Anh nhằm hạn chế việc bán thịt bò có xương. Những quy định đã được áp dụng như một phản ứng đối với sự bùng phát bệnh bò điên ở Vương quốc Anh vì lo ngại rằng bệnh Creutzfeldt-Jakob biến thể ở người có thể gây ra bởi việc tiêu thụ hạch gốc ở lưng, nằm gần xương. Cũng như thịt bò có xương, tất cả các sản phẩm có nguồn gốc từ xương bò đều bị cấm bán. Điều này có tác dụng loại bỏ các món sườn chữ T, thịt vai và đuôi bò, cũng như một số món súp và nước cốt. Các khía cạnh khác của quy định liên quan đến việc loại bỏ thịt bò và lưu trữ văn bản trong ngành sản xuất thực phẩm. Các quy định hạn chế về mua bán thịt bò có xương đã được dỡ bỏ vào tháng 12 năm 1999 và các quy định nói chung đã bị thu hồi vào tháng 4 năm 2008.

## Khái quát

Bản báo cáo các trường hợp mắc BSE từ năm 1987-2008

Những quy định nằm trong số 60 quy tắc được Bộ Nông nghiệp, Thủy sản và Thực phẩm Anh ban hành trước cuối năm 1997 để chống lại sự bùng phát của bệnh bò điên (BSE) ở gia súc. BSE là một bệnh thoái hóa thần kinh não của gia súc, lây truyền qua việc tiêu thụ các mô não hoặc tủy sống bị ô nhiễm. Nó có liên quan đến biến thể bệnh Creutzfeldt – Jakob (vCJD) ở người. BSE lần đầu tiên được phát hiện ở Anh vào tháng 11 năm 1986 và các biện pháp đã được thực hiện từ năm 1988 để hạn chế sự ô nhiễm trong chuỗi thực phẩm như qua bột thịt và xương (MBM). Liên minh châu Âu đã cấm sử dụng tất cả MBM có nguồn gốc từ động vật có vú để làm thức ăn cho gia súc nhai lại vào năm 1994. Từ năm 1996, một số quốc gia đã đưa ra những hạn chế đối với việc bán thịt bò Anh.

## Luật định

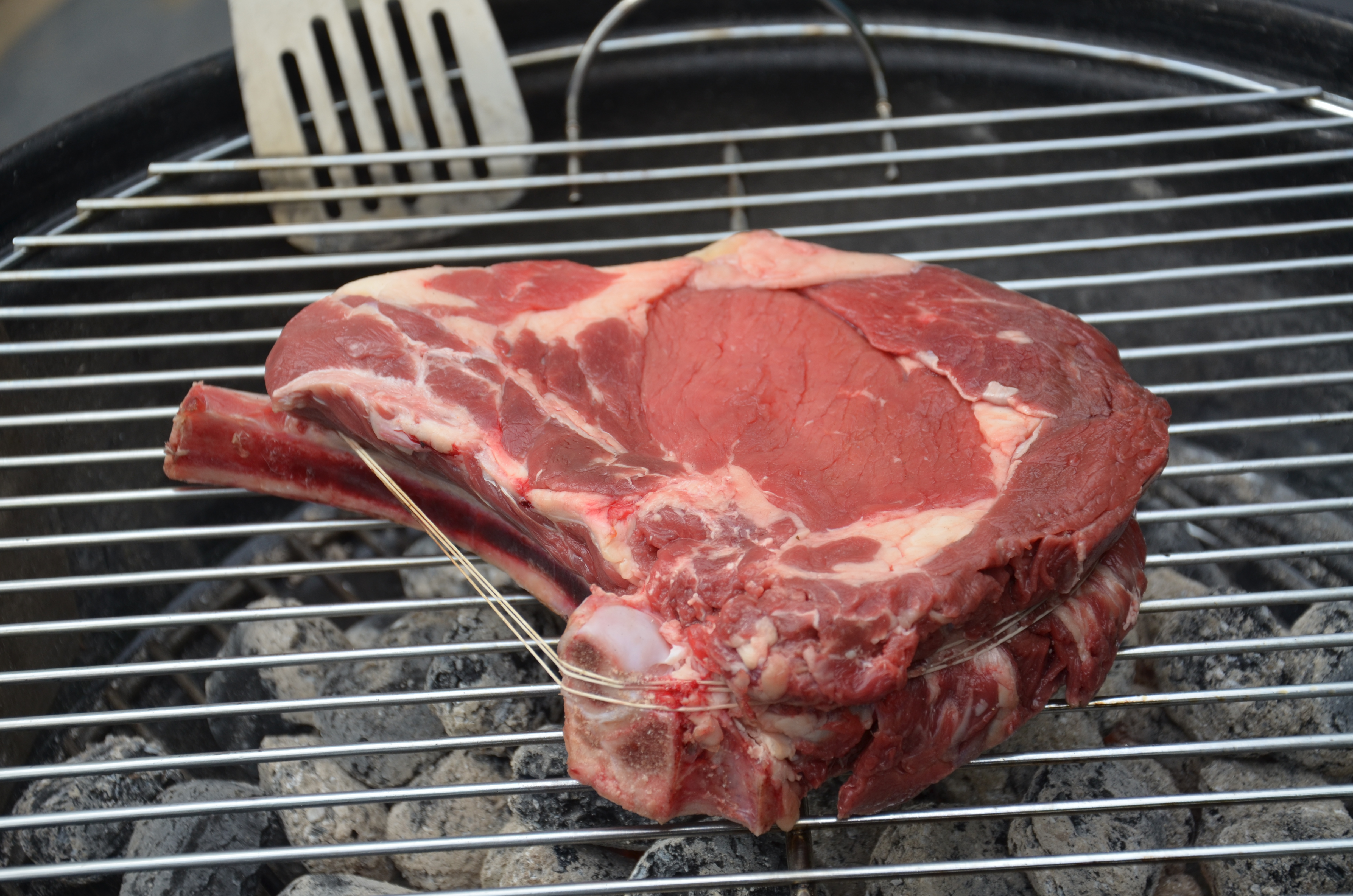
Sườn non bò

Mục đích đã nêu của những quy định là "để bảo vệ sức khỏe cộng đồng và duy trì niềm tin vào thịt bò cùng các sản phẩm từ thịt bò". Chúng là một văn kiện pháp định được thực hiện theo quyền hạn, được cấp bởi Đạo luật An toàn Thực phẩm 1990, được áp dụng trên toàn Đảo Anh và có hiệu lực vào ngày 16 tháng 12 năm 1997. Bộ trưởng Bộ Nông nghiệp, Thủy sản và Thực phẩm tại thời điểm các quy định được áp dụng là Jack Cunningham.
Các quy định cấm bán bất kỳ loại thịt bò nào có xương (từ động vật từ 6 tháng tuổi trở lên) và hạn chế việc sử dụng nguyên liệu xương bò trong các sản phẩm thực phẩm cho người. Họ cũng cấm tách xương thịt bò ở bất kỳ đâu ngoại trừ các cơ sở chế biến thực phẩm được công nhận, và yêu cầu người điều hành các cơ sở đó phải có trách nhiệm để đảm bảo rằng việc tách xương được thực hiện theo quy tắc nhằm ngăn ngừa ô nhiễm thực phẩm. Các quy định cũng chỉ rõ cách bảo quản xương bò và yêu cầu các nhà sản xuất thực phẩm phải lưu hồ sơ về nguồn gốc thịt bò của họ. Lệnh cấm bán thịt bò có xương có hiệu lực ngay lập tức và các nhà sản xuất thực phẩm được cấp thời hạn ba tháng để thực hiện các khía cạnh khác của quy định.
Những quy định được đưa ra vì lo ngại rằng các hoạt động trước đây có nguy cơ gây ô nhiễm thực phẩm bởi hạch thần kinh lưng (mô thần kinh gần xương), và thịt được tách cơ học. Các biện pháp được khuyến nghị bởi Giám đốc Bộ Y tế (CMO) của Anh, Kenneth Calman. Những loại thực phẩm đã được chấp nhận trước đây như bít tết sườn chữ T, sườn non và đuôi bò trở nên bất hợp pháp. Việc bán súp và các món nước cốt có nguồn gốc hoặc hương vị từ xương bò cũng bị cấm. Vào thời điểm lệnh cấm, thịt bò có xương chiếm 5% tổng doanh số bán thịt bò của Anh.
Đã có những cuộc biểu tình phản đối lệnh cấm mà một số người tiêu dùng coi là phản ứng thái quá đối với nguy cơ lây nhiễm vCJD của một chính phủ gia trưởng, và Liên minh Nông dân Quốc gia Anh cũng như xứ Wales đã chỉ trích các biện pháp này. Một cuộc diễu hành trên phố Downing đã được tổ chức bởi những người bán thịt, người tiêu dùng và nhân viên ngành thịt, sau đó thủ tướng Tony Blair được tặng một miếng sườn bò. Những quy định này đã bị chỉ trích trên các báo khổ nhỏ và nghiệp đoàn của những người bán thịt đã tổ chức một bữa tối sáu món để "tạm biệt món thịt bò nướng của xứ Anh xa xưa", tại đó thực khách đeo băng tay đen. Việc truy tố đầu tiên theo quy định đã bị Cảnh sát trưởng Scotland là James Paterson bác bỏ tại tòa án dân sự ở Selkirk vào ngày 21 tháng 4 năm 1998, nhưng vào ngày 26 tháng 6 năm 1998, một tòa phúc thẩm đã hướng dẫn Paterson phán quyết về vụ việc. Thái tử Charles đã được phục vụ bất hợp pháp thịt bò có xương tại một khách sạn ở Newport vào năm 1999, nhưng người đứng sau điều đó đã thoát khỏi việc bị truy tố.

## Sửa đổi và thu hồi
Vào ngày 30 tháng 11 năm 1999, Bộ trưởng Bộ Nông nghiệp, Thủy sản và Thực phẩm Nick Brown thông báo rằng các quy định sẽ được nới lỏng để cho phép bán thịt bò có xương. Bộ trưởng Ngân khố là Gordon Brown ám chỉ mạnh mẽ rằng sẽ không có vụ khởi tố nào về việc bán hàng được tiến hành từ lúc đó đến khi chính thức ban hành sửa đổi các quy định (được đưa ra vào ngày 17 tháng 12 năm 1999). Việc nới lỏng sau khi các nhân viên y tế của cả bốn xứ của Vương quốc Anh xem xét bằng chứng, kết luận rằng nguy cơ lây truyền đã giảm xuống mức ổn định. Đảng Bảo thủ đối lập với tuyên bố lệnh cấm đã khiến ngành công nghiệp thịt bò của Anh tiêu tốn hàng triệu bảng Anh và lẽ ra không bao giờ nên áp đặt. Việc nới lỏng đã được thực hiện bởi các công cụ luật định riêng biệt ở Anh, xứ Wales và Scotland vì ảnh hưởng của việc trao lại quyền hành cho các xứ từ khi quy định được công bố. Đã có một số cuộc thảo luận về việc liệu có nên duy trì các chính sách riêng biệt ở các xứ khác nhau ở Vương quốc Anh, vì Scotland và xứ Wales muốn duy trì các quy định hạn chế lâu hơn chính quyền Anh.
Tỷ lệ mắc bệnh BSE tiếp tục giảm và lệnh cấm xuất khẩu thịt bò của Liên minh châu Âu được gỡ bỏ vào ngày 1 tháng 5 năm 2006. Quy định về xương bò năm 1997 đã bị thu hồi vào tháng 4 năm 2008. Điều này dẫn đến sự gia tăng sản xuất thịt rút xương, lấy từ xương bò, được bán dưới dạng thịt được tách cơ học. Cơ quan Tiêu chuẩn Thực phẩm đã cấm hành vi sản xuất này vào năm 2012.